# La Grange
La Grange vlastním jménem Charles Varlet (1635 v Montpellier - 1. března 1692 v Paříži) byl francouzský herec. Hrál v Molièrově souboru a je považován za jednoho z nejvýznamnějších herců své doby.

## Životopis
Charles Varlet ztratil oba rodiče v raném věku a vyrůstal se svými dvěma sourozenci pod dohledem poručníka. Jméno La Grange, které později přijal, bylo rodné jméno jeho matky, Marie de la Grange. Ve 14 letech utekl z domova a připojil se k souboru kočovných herců.
Není známo, jak se setkal s Molièrem. Jisté je jen to, že v listopadu 1658 zastupoval nemocného Josepha Béjarta v Molièrově hře L'Étourdi ou les Contretemps (Potřeštěnec). Po Bejartově smrti se stal stálým členem Molièrovy společnosti, kde se rychle stal oporou souboru, obvykle v roli mladého milence.
V roce 1672 se oženil s Marií Ragueneauovou, která zpočátku pracovala jako uvaděčka a po svatbě se stala herečkou. Po Molièrově smrti převzal vedení souboru. Jeho rejstřík, vydaný Comédie-Française v roce 1876, je jedním z nejdůležitějších historických pramenů s informacemi o Molièrově souboru.